# Delphyre cumulosa
Delphyre cumulosa är en fjärilsart som beskrevs av Dyar 1914. Delphyre cumulosa ingår i släktet Delphyre och familjen björnspinnare. Inga underarter finns listade i Catalogue of Life.